# Shackletonův šelfový ledovec

Mapa Antarktidy, ledovec je v pravé části mapy označený hnědou barvou

Shackletonův šelfový ledovec je šelfový ledovec při severním pobřeží východní Antarktidy. Jeho rozloha činí 33 820 kilometrů čtverečních. Poprvé jej prozkoumal Douglas Mawson v letech 1911 až 1914. Oblast pojmenoval podle polárního badatele Ernesta Shackeltona.